# Jesús Arellano
José de Jesús Arellano Alcocer (Monterrey, 8 mei 1973) is een voormalig voetballer uit Mexico die speelde voor CF Monterrey.

## Clubcarrière
Arellano heeft het grootste gedeelte van zijn carrière gespeeld voor CF Monterrey. In 1992 maakte hij zijn debuut voor de club en tot en met 1997 speelde hij meer dan 100 wedstrijden voor de club. In 1997 verliet hij Monterrey om te gaan voetballen voor Club Deportivo Guadalajara, maar na twee seizoenen keerde hij terug naar zijn oude club om vervolgens niet meer te vertrekken. In 2003 werd hij met de club landskampioen.

## Interlandcarrière
Arellano kwam 69 keer uit voor het Mexicaans voetbalelftal  en scoorde zeven maal. Namens Mexico deed hij mee aan de Wereldkampioenschappen voetbal van 1998, 2002 en 2006. In 1999 won hij met zijn land de Confederations Cup. Arellano vertegenwoordigde zijn vaderland eveneens op de Olympische Spelen 1996 in Atlanta, waar de Mexicaanse ploeg onder leiding van bondscoach Carlos de los Cobos in de kwartfinales werd uitgeschakeld door de latere winnaar Nigeria.

## Erelijst
Mexico
- FIFA Confederations Cup

1999